# Arhipelagul insulelor Sporade
Sporadele (greacă οι Σποράδες, - insule împrăștiate; de la σπόρος, spóros - semințe) sunt un grup de insule din Marea Egee ce aparțin de Grecia.

## Sporadele de Nord
Cuprind 80 de insule din Marea Egee ce aparțin de Grecia, fiind numite și „Insulele Magneziei”.
| Amplasare | Insula              |
| --------- | ------------------- |
|           | Skyros Σκύρος       |
|           | Skopelos Σκόπελος   |
|           | Skiáthos Σκιάθος    |
|           | Alonnisos Αλόννησος |

## Sporadele de Sud
Cuprind ca. 170 de insule din care 30 sunt locuite și situate în fața coastei Anatoliei. O mare parte din ele aparțin de Insulele Dodecaneze, cu excepția insulelor din nordul Sporadelor de Sud (Samos, Ikaria și Fourni) ce aparțin de prefectura Samos.
| Amplasare | Insula        |
| --------- | ------------- |
|           | Samos Σάμoς   |
|           | Ikaria Ικαρία |
|           | Patmos Πάτμος |
|           | Kos Κως       |
|           | Rhodos Ρόδος  |